# Wilhelm Zorn
Wilhelm Zorn (* 12. August 1884 in Memmingen, Oberschwaben; † 13. November 1968 in München) war ein deutscher Agrar-, Tierzucht- und Grünlandwissenschaftler.

## Leben und Wirken
Er studierte in Weihenstephan bei Freising Landwirtschaft an der Technischen Hochschule München sowie an der Universität Breslau. An letzterer promovierte er 1911 mit einem tierzüchterischen Thema in der landwirtschaftlichen Abteilung der Philosophischen Fakultät zum Dr. phil. Es folgten drei Jahre als Assistent bei Emil Pott im zootechnischen Institut der TH München und danach vier Jahre bei Friedrich Holdefleiß am Institut für Tierproduktionslehre (später Tierzucht und Milchwirtschaft) der Universität Breslau. Hier habilitierte sich Zorn 1919 für das Fach Tierzucht und wurde bereits 1920 – in der Nachfolge von Holdefleiß – ordentlicher Professor und Direktor dieses Institutes. Ab 1904 war er Mitglied des Corps Donaria zu Freising-Weihenstephan.
1923 gründete und leitete er zusätzlich die Preußische Versuchs- und Forschungsanstalt für Tierzucht in Tschechnitz (1936–1945 Kraftborn) bei Breslau. Hier befasste sich Zorn vor allem mit der Bewirtschaftung des Grünlandes als einer entscheidenden Voraussetzung für die bessere Ernährung der Rinder- und Schafbestände. Als ein Hauptinitiator der Grünlandbewegung veröffentlichte er in den 1920er Jahren zahlreiche Artikel über diese Zusammenhänge. Am Institut in Breslau und in Kraftborn waren junge Wissenschaftler unter Zorns Leitung mit Fragen der angewandten Vererbungsforschung (Ruth Gruhn, Hans Friedrich Krallinger) beschäftigt und schufen die Voraussetzung zur Gründung eines neuen Lehrstuhls für Genetik.
Mit dem Ende des Zweiten Weltkrieges musste Zorn Breslau verlassen und ließ sich in Bayern nieder. 1947 wurde er Leiter der Bayerischen Landesanstalt für Tierzucht in Grub (heute Poing) bei München – später Institut für Konstitutionsforschung – und blieb es bis 1954. Zugleich war er von 1947 bis 1955 Lehrbeauftragter und übernahm Vorlesungen in Tierzucht sowie die Institutsleitung für den freigestellten Ordinarius an der Tierärztlichen Fakultät der Ludwig-Maximilians-Universität München.
Ein Hauptverdienst von Zorn liegt in der Begründung der Tierzucht-Bücherei beim Ulmer Verlag (Stuttgart und Ludwigsburg), für die er selbst viele Titel für die Tierarten Pferd, Rind und Schwein in mehreren Auflagen verfasste. Sie waren in ihrer konzentrierten Darstellung mehrere Jahrzehnte eine wertvolle Hilfe für Studenten der Landwirtschaft und der Veterinärmedizin (in West- und Ostdeutschland). Außerdem gab Zorn über 20 Jahre die „Zeitschrift für Tierzucht und Züchtungsbiologie“ heraus. Von 1934 bis 1957 war er Vorsitzender der Deutschen Gesellschaft für Züchtungskunde (DGfZ) und wurde danach zu ihrem Ehrenvorsitzenden gewählt. Bereits 1944 erhielt er die Hermann-von-Nathusius-Medaille in Gold der DGfZ.

## Hauptwerk (Auswahl)
- Die Anwendung der Ausgleichsrechnung und Variationsstatistik auf Rindermessungen mit besonderer Berücksichtigung des Glatzer Gebirgsviehs. Phil. Diss. 1911, Univ. Breslau.
- Haut und Haar als Rasse- und Leistungsmerkmal in der landwirtschaftlichen Tierzucht. Habil. Schrift an der landw. Abteilung der Philosoph. Fak. der Univ. Breslau, 1919, Berlin : Verlag der Deutschen Gesellschaft für Züchtungskde, Heft 48.
- Schweinezucht, später Schweinezucht und Schweinemast. 1927 – 1954, Verlag  Ulmer, 5 Auflagen; 1963–1978 noch 3 Auflagen (hrsg. Gustav Comberg).
- Der kleine Schafhalter. Berlin: Parey,  2. Aufl., 1932; 3. Aufl., 1941.
- Die Aufzucht des Rindes. Stuttgart: Ulmer, 1937–1959,  2.–5. Aufl.
- Das Grünland als Grundlage für eine bodenständige Tierzucht und Tierhaltung. Wiese, Weide, Feldfutterbau. Berlin: Parey, 1937–1943 mit 2 Auflagen.
- Rinderzucht. Stuttgart: Ulmer, 1942–1951 3. Aufl.; 1970–1981 5. und 6. Aufl. neu bearb. von Otto Sommer.
- Pferdezucht, Ludwigsburg: Ulmer, 2.–4. Aufl., 1948–1974.
- Angewandte Vererbungslehre für Tierzüchter. Von Krallinger, 2., erw. Auflage, neu bearb. von  Wilhelm Zorn und Hans Brüggemann, Stuttgart, z. Zt. Ludwigsburg: Ulmer, 1955.
- Tierzüchtungslehre. Zsgst. u hrsgb. von Wilhelm Zorn. Stuttgart: Ulmer, 1958.
- Neues Lexikon des Landwirtes. Hrsg. von Erwein Höpler und Wilhelm Zorn. Hünfeld: Hofmann; 2., überarb. Aufl.
- Die Geschichte der Landwirtschafts-Wissenschaft in Schlesien. Würzburg: Holzner, 1964.
- Kapitel Rinderzucht in der 2. Aufl. des Handbuches der Ldw. (Roemer / Scheibe / Schmidt / Woermann), Band IV, 1953, S. 70–161.

## Ehrenamt und Auszeichnungen
- 1934–1957 Vorsitzender der Deutschen Gesellschaft für Züchtungskunde (DGfZ)
- 1944 Hermann-von-Nathusius-Medaille in Gold der Deutschen Gesellschaft für Züchtungskunde (DGfZ)[2]
- 1955 Großes Bundesverdienstkreuz
- 1956 Adolf-Köppe-Nadel der Deutschen Gesellschaft für Züchtungskunde (DGfZ)
- 1957 Ehrenvorsitzender der Deutschen Gesellschaft für Züchtungskunde (DGfZ)[3]
- Korrespondierendes Mitglied der Deutschen Akademie der Landwirtschaftswissenschaften zu Berlin (DAL)
- Mitglied der Königlichen Schwedischen Akademie der Landwirtschaft in Lund
- Ehrenpromotion zum Dr. med. vet. h. c.
- Ehrenbürger der Gemeinde Poing 1964
- Ehrenpromotion zum Dr. agr. h. c. (1964, TU München-Weihenstephan)
- 1966 Carl-Theodor-Schneider-Preis
- 1964 Bayerischer Verdienstorden